# آسيا داماتو
آسيا داماتو (بالإيطالية: Asia D'Amato)‏ هي لاعبة جمباز فني إيطالية ولدت في يوم 7 فبراير 2003 في مدينة جنوا. أبرز إنجازاتها هو فوزها بالميدالية البرونزية في بطولة العالم 2019 في شتوتغارت.